# Ryan Murphy (natation)
Pour les articles homonymes, voir Ryan Murphy.
Ryan Murphy, né le 2 juillet 1995 à Jacksonville, est un nageur américain, spécialiste du dos.
En 2015, il remporte le titre mondial du 4 × 100 m 4 nages lors des Championnats du monde à Kazan.
En 2016, il remporte les sélections olympiques américaines à Omaha, à la fois sur 100 m et 200 m dos, et remporte le titre olympique sur 100 m dos, en 51 s 97, record olympique : c'est le meilleur temps jamais nagé en maillot classique. Le lendemain, il remporte également le titre olympique du 200 m dos et réalise le doublé.
Le 13 août, il remporte son troisième titre olympique grâce au relais quatre nages américain et établit à cette occasion le record du monde du 100 mètres dos lors du premier relais, en 51 s 85.
En 2023 lors des Championnats du monde à Fukuoka, il devient champion du monde du 100 m dos en 52 s 22. 
Aux Jeux olympiques d'été de 2024 à Paris, Ryan Murphy remporte  la médaille d'argent du relais 4x100m quatre nages (Caeleb Dressel, Hunter Armstrong  et Robert Finke).

## Palmarès

### Jeux olympiques
- 2016 à Rio de Janeiro,  Brésil
  -  Médaille d'or du 100 m dos
  -  Médaille d'or du 200 m dos
  -  Médaille d'or du 4 × 100 m quatre nages

- 2021 à Tokyo,  Japon
  -  Médaille d'or du 4 × 100 m quatre nages
  -  Médaille d'argent du 200 m dos
  -  Médaille de bronze du 100 m dos

- 2024 à Paris,  France
  -  Médaille d'or du relais 4 × 100 m 4 nages mixte
  -  Médaille d'argent du 4 × 100 m quatre nages hommes
  -  Médaille de bronze du 100 m dos

### Championnats du monde
- 2015 à Kazan,  Russie
  -  Médaille d'or du 4 × 100 m quatre nages
  -  Médaille d'argent du 4 × 100 m quatre nages mixte
- 2017 à Budapest,  Hongrie
  -  Médaille d'or du 4 × 100 m quatre nages (participe uniquement aux séries)
  -  Médaille d'or du 4 × 100 m quatre nages mixte (participe uniquement aux séries)
  -  Médaille d'argent du 200 m dos
  -  Médaille de bronze du 100 m dos
- 2019 à Gwangju,  Corée du Sud
  -  Médaille d'argent du 200 m dos
  -  Médaille d'argent du 4 × 100 m quatre nages
  -  Médaille d'argent du 4 × 100 m quatre nages mixte
- 2022 à Budapest,  Hongrie
  -  Médaille d'or du 200 m dos
  -  Médaille d'or du 4 × 100 m quatre nages mixte (participe uniquement aux séries)
  -  Médaille d'argent du 100 m dos
  -  Médaille d'argent du 4 × 100 m quatre nages
- 2023 à Fukuoka,  Japon
  -  Médaille d'or du 100 m dos
  -  Médaille d'or du 4 × 100 m quatre nages
  -  Médaille d'argent du 200 m dos
  -  Médaille de bronze du 4 × 100 m quatre nages mixte

### Championnats du monde en petit bassin
- 2012 à Istanbul,  Turquie
  -  Médaille d'or du 4 × 100 m quatre nages
  -  Médaille de bronze du 200 m dos
- 2018 à Hangzhou,  Chine
  -  Médaille d'or du 100 m dos
  -  Médaille d'or du 4 × 100 m quatre nages
  -  Médaille d'or du 4 × 50 m quatre nages mixte
  -  Médaille d'argent du 4 × 50 m quatre nages
  -  Médaille d'argent du 50 m dos
  -  Médaille d'argent du 200 m dos
- 2022 à Melbourne,  Australie
  -  Médaille d'or du 50 m dos
  -  Médaille d'or du 100 m dos
  -  Médaille d'or du 200 m dos
  -  Médaille d'or du 4 × 100 m quatre nages
  -  Médaille d'or du 4 × 50 m quatre nages mixte
  -  Médaille d'argent du 4 × 50 m quatre nages